# Jeffreya
 Jeffreya  Cabrera, 1978 è un genere di piante angiosperme dicotiledoni della famiglia delle Asteraceae, sottofamiglia Asteroideae, tribù Astereae (Basal grade) e sottotribù Homochrominae.

## Etimologia
Il nome scientifico del genere è stato definito dal botanico Angel Lulio Cabrera (1908-1999) nella pubblicazione " Hickenia; Boletin del Darwinion. Lavarden, San Isidro" ( Hickenia 1(23): 125 ) del 1978.

## Descrizione
Portamento. Le specie di questo genere sono delle erbe (a ciclo biologico annuale). L'indumento può essere glabro o strigoso (pelosità volta in un unico verso), irsuto (peli ispidi), villoso (peli lunghi e morbidi) o lanoso (copertura con un vello simile alla lana).
Fusto. La parte aerea in genere è eretta, semplice o ramosa. 
Foglie. Le foglie in genere sono disposte in modo alternato o opposto (alla base) e sono sessili. La lamina è intera e lineare (revoluta); i bordi sono continui o dentati verso l'apice. La superficie può essere glabra, pelosa o eventualmente ghiandolosa.
Infiorescenza. Le sinflorescenze sono solitarie. Le infiorescenze vere e proprie sono composte da un capolino lungamente peduncolato di tipo radiato con fiori eterogami. I capolini sono formati da un involucro, con forme ampiamente campanulate, composto da diverse brattee, al cui interno un ricettacolo fa da base ai fiori di due tipi: fiori del raggio e fiori del disco. Le brattee, piatte, a consistenza erbacea e con bordi seghettati-cigliati, sono disposte in modo più o meno embricato su 1 - 2 serie. Il ricettacolo in genere è nudo ossia senza pagliette a protezione della base dei fiori; la forma è piatta o da convessa a conica.
Fiori.  I fiori sono tetra-ciclici (formati cioè da 4 verticilli: calice – corolla – androceo – gineceo) e pentameri (calice e corolla formati da 5 elementi). Si distinguono in:
- fiori del raggio (esterni): sono femminili e sono disposti su una sola serie; la forma è allungato-ligulata (zigomorfa);
- fiori del disco (centrali): sono più numerosi con forme tubulose (attinomorfe); sono ermafroditi o (raramente) funzionalmente maschili.

- Formula fiorale:

*/x K {\displaystyle \infty }, [C (5), A (5)], G 2 (infero), achenio
- Calice: i sepali del calice sono ridotti ad una coroncina di squame.

- Corolla: la forma della corolla alla base è più o meno imbutiforme, mentre all'apice è ligulata a 5 (raramente 3) denti (i fiori del raggio) o tubolare/campanulata con 5 (raramente 4) lobi (i fiori del disco); i lobi, patenti o eretti, hanno una forma deltata. I colori della corolla sono giallo/arancio (i fiori del disco) e bianco, violetto o blu (i fiori del raggio).

- Androceo: l'androceo è formato da 5 stami sorretti da filamenti generalmente liberi; gli stami sono connati e formano un manicotto circondante lo stilo; le teche (produttrici del polline) alla base sono troncate e sono lievemente auricolate (molto raramente sono speronate o hanno una coda); le appendici apicali delle antere hanno delle forme piatte e lanceolate; il tessuto endoteciale (rivestimento interno dell'antera) è quasi sempre polarizzato (con due superfici distinte: una verso l'esterno e una verso l'interno). Il polline è sferico con un diametro medio di circa 25 micron;  è tricolporato (con tre aperture sia di tipo a fessura che tipo isodiametrica o poro) ed è echinato (con punte sporgenti).[9][11]

- Gineceo: l'ovario è infero uniloculare formato da 2 carpelli.[5] Lo stilo (il recettore del polline) è profondamente bifido (con due stigmi divergenti) e con le linee stigmatiche marginali separate.[12] I due bracci dello stilo hanno una lineare e possono essere papillosi o ricoperti da ciuffi di peli.

Frutti. I frutti sono degli acheni con pappo (raramente è assente); in alcune specie è presente un certo dimorfismo (gli acheni dei fiori del raggio differiscono dagli acheni dei fiori del disco);
- achenio: gli acheni, con forme ellittiche, sono lateralmente compressi con due nervature longitudinali; la superficie è liscia e glabra; la parete dell'achenio è formata da celle contenenti rafidi ma prive di fitomelanina; il carpoforo normalmente è anulare; in alcuni casi sulla superficie del frutto sono presenti delle setole con punte a forma di ancora;
- pappo: il pappo è assente o formato da un piccolo anello apicale.

## Biologia
Impollinazione: l'impollinazione avviene tramite insetti (impollinazione entomogama tramite farfalle diurne e notturne).

Riproduzione: la fecondazione avviene fondamentalmente tramite l'impollinazione dei fiori (vedi sopra).

Dispersione: i semi (gli acheni) cadendo a terra sono successivamente dispersi soprattutto da insetti tipo formiche (disseminazione mirmecoria). In questo tipo di piante avviene anche un altro tipo di dispersione: zoocoria. Infatti gli uncini delle brattee dell'involucro (se presenti) si agganciano ai peli degli animali di passaggio disperdendo così anche su lunghe distanze i semi della pianta. Inoltre per merito del pappo il vento può trasportare i semi anche a distanza di alcuni chilometri (disseminazione anemocora).

## Distribuzione e habitat
Le specie di questo genere sono distribuite in Africa centrale.

## Sistematica
La famiglia di appartenenza di questa voce (Asteraceae o Compositae, nomen conservandum) probabilmente originaria del Sud America, è la più numerosa del mondo vegetale, comprende oltre 23.000 specie distribuite su 1.535 generi, oppure 22.750 specie e 1.530 generi secondo altre fonti (una delle checklist più aggiornata elenca fino a 1.679 generi). La famiglia attualmente (2021) è divisa in 16 sottofamiglie; la sottofamiglia Asteroideae è una di queste e rappresenta l'evoluzione più recente di tutta la famiglia.

### Filogenesi
La tribù Astereae comprende circa 40 sottotribù. In base alle ultime ricerche nella tribù sono stati individuati (provvisoriamente) 5 principali lignaggi:
- Basal grade: include alcuni generi isolati, il gruppo "South American-Oceania",  alcune sottotribù africane e il gruppo dei generi legnosi del Madagascar.
- Bellis lineage: comprende le sottotribù eurasiatiche e una sottotribù africana.
- Aster lineage: include i generi asiatici di Asterinae e i principali gruppi dell'Australia e dell'Oceania.
- Baccharis lineage: include alcuni gruppi sudamericani.
- North American lineage: include la vasta gamma di sottotribù del Nordamerica, Messico e alcuni gruppi distribuiti nel Sudamerica.

Il genere  Jeffreya (insieme alla sottotribù Homochrominae) è incluso nel Basal grade. In particolare Homochrominae fa parte del sottogruppo relativo agli areali dell'"Africa/Madagascar/Asia sud-est".  La sottotribù è suddivisa in due gruppi: (1) Amellus group: è il gruppo principale (o continentale) e comprende la maggior parte dei generi; (2) Commidendrum group: comprende solamente due generi (Commidendrum - Melanodendron) endemici dell'isola di St. Helena. Il genere di questa voce fa parte del primo gruppo.
I caratteri distintivi del genere di questa voce sono:
- il ricettacolo è privo di pagliette, oppure sono presenti alcune piccole decidue scaglie;
- il pappo è assente o è presente solamente un piccolo anello apicale.

### Elenco delle specie
Questo genere ha 2 specie:
- Jeffreya palustris (O.Hoffm.) Wild
- Jeffreya petitiana  (Lisowski) Beentje